# インザーゴ
インザーゴ（伊: Inzago）は、イタリア共和国ロンバルディア州ミラノ県にある、人口約11,000人の基礎自治体（コムーネ）。

## 地理

### 位置・広がり

#### 隣接コムーネ
隣接するコムーネは以下の通り。
- ベッリンツァーゴ・ロンバルド
- カッサーノ・ダッダ
- ジェッサーテ
- マザーテ
- ポッツォ・ダッダ
- ポッツオーロ・マルテザーナ

### 地震分類
イタリアの地震リスク階級 (it) では、3 に分類される
。